# Bismarckturm (Frankfurt-Lichtenberg)

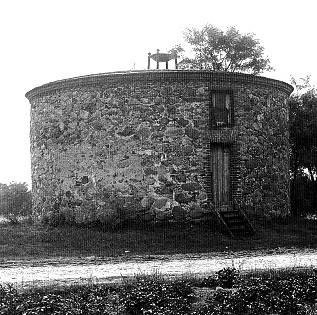
Lichtenberger Bismarckturm 1906

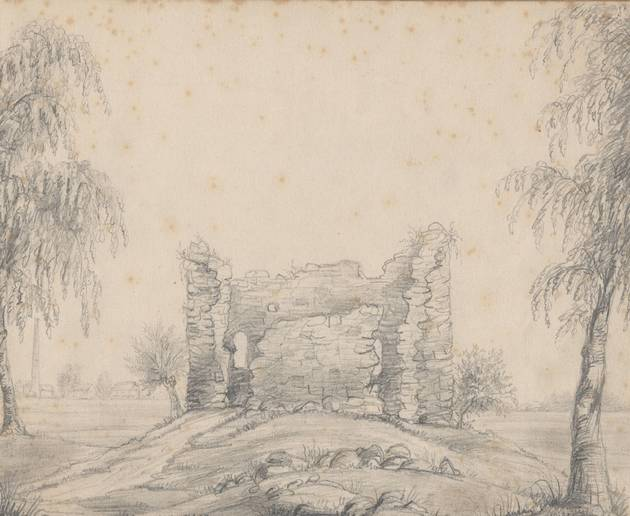
Ruine der Windmühle bei Lichtenberg am 5. Juni 1859. Bleistiftzeichnung von Marie von Werder.

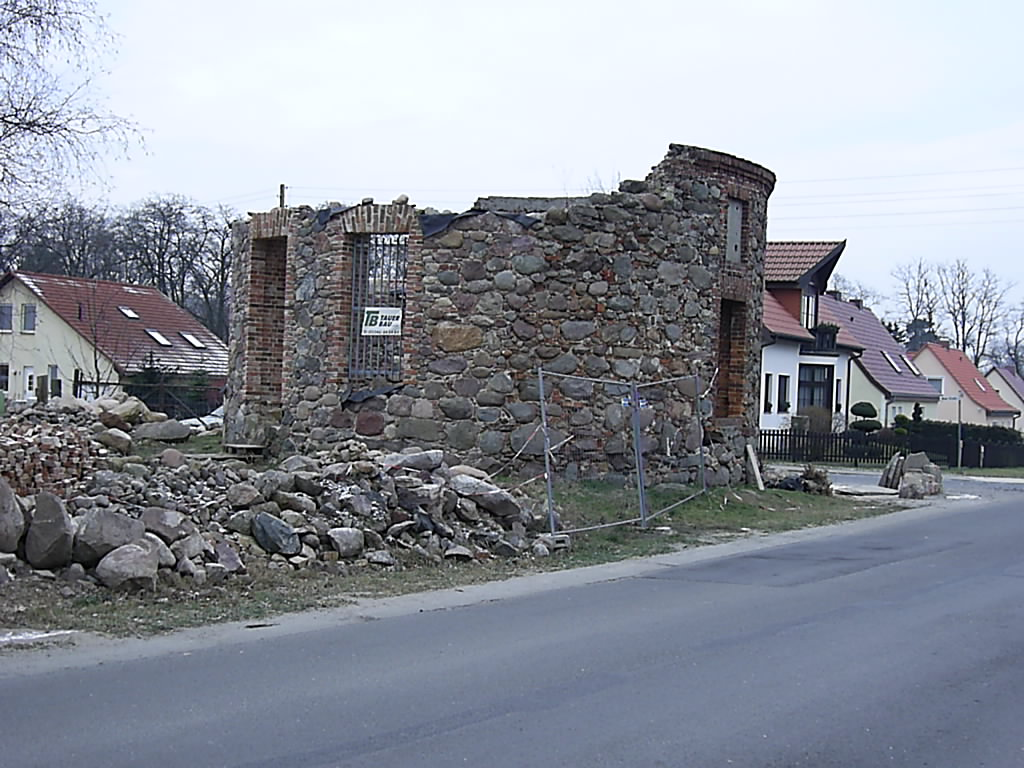
Zustand des Lichtenberger Bismarck-Turms im Januar 2008

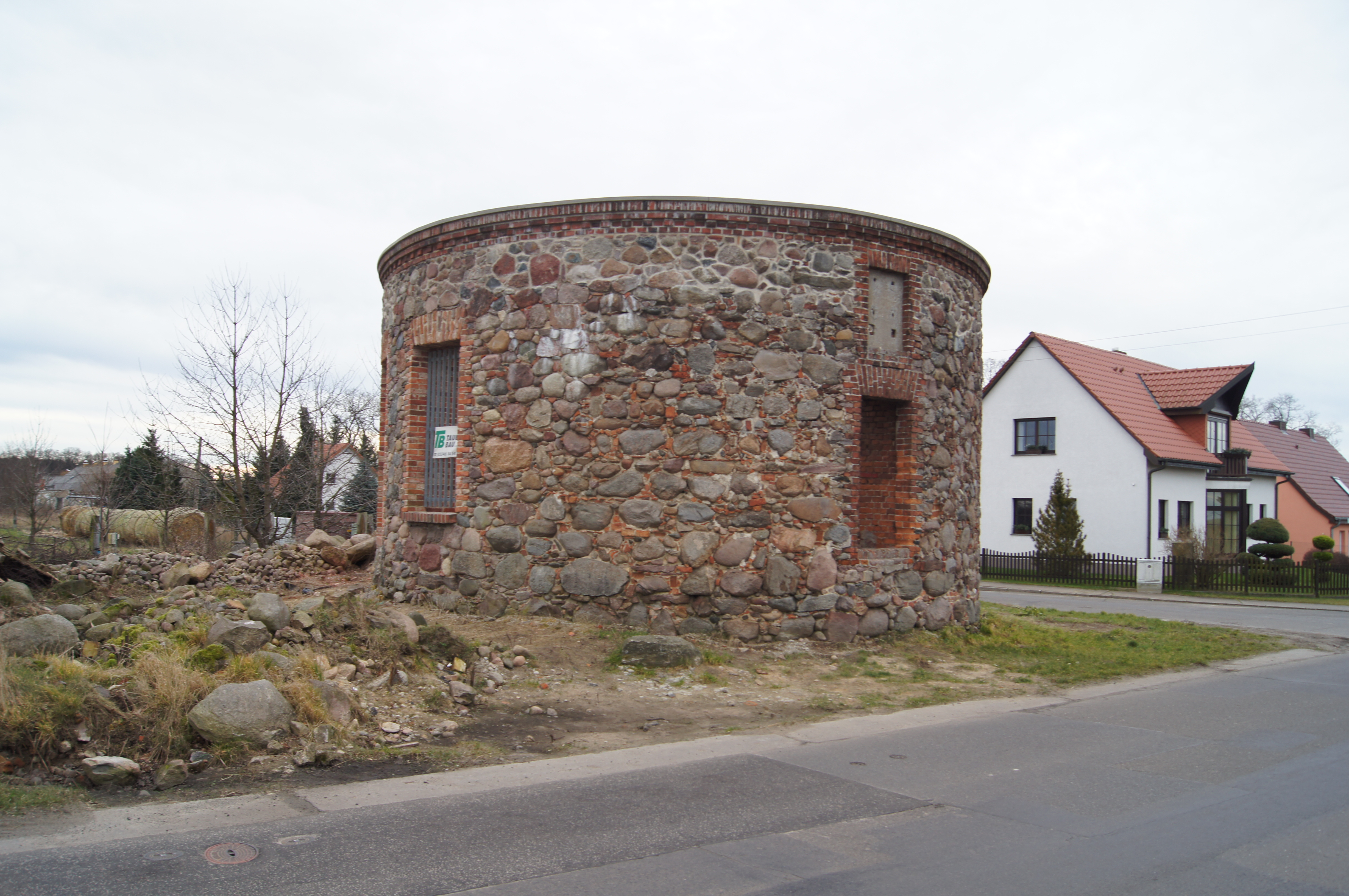
Bismarck-Turm in Lichtenberg im Dezember 2013

Der Bismarckturm ist eine Feuersäule ohne Aussichtsfunktion in Lichtenberg, einem Ortsteil von Frankfurt (Oder) in Brandenburg.

## Geschichte
Der Turm wurde 1906 auf dem unteren Teil der Ruine einer Holländerwindmühle am Lichtenberger Ortsausgang zu Pagram errichtet. Nachdem Melchior Genge,  Frankfurter Bürgermeister und Inhaber der Adler-Apotheke am Markt, 1694 als Lehnsträger das Gut Lichtenberg übernommen hatte, ließ er von Baumeister Peter Mathes die Windmühle errichten. Am 21. November 1694 trat die Mühle erstmals in Aktion. Da der Typ der Holländerwindmühle noch etwas besonders in der Gegend war, wurde dies extra in einem Kirchenbuch vermerkt:  (Lichtenberger Kirchenbuch). Nach dem Tod Melchior Genges am 18. April 1696 führte seine Witwe Eva Theodora, Tochter des Frankfurter Pfarrers Martin Heinsius, als Lehnsfrau über das Gut Lichtenberg die Geschäfte weiter. Am 16. Oktober 1696, einem Feiertag, früh um 5 Uhr entstand ein Feuer „oben am Dache bey der geflügelten Welle, alß welche in der Messing-Pfanne ging. Die Ursache des entstandenen Feuers hatt mann nicht eigentlich errathen können.“ (Lichtenberger Kirchenbuch) Nach dem Tode Eva Theodora Heinsius’ verwitwete Genge 1728 wurde die Gutsverwaltung von der Familie Heinsius fortgesetzt. Spätestens 1745 war die Mühle erneut aufgebaut, denn dann wird für Lichtenberg wieder eine Windmühle genannt.
Der Bau des Bismarckturms wurde vom „Kriegerverein Lichtenberg und Umgebung“ angeregt und privat durch den Rosengartener und Lichtenberger Rittergutsbesitzer Rudolf Schulz (* 1854; † 1907) finanziert. Der Bau war 6 Meter hoch, mit einer Feuerschale auf dem Flachdach. Über dem Eingang befand sich eine rechteckige Relieftafel. Einweihung des Turms in den Abendstunden des 1. April 1906 war ein im ganzen Kreis Lebus beachtetes Ereignis. Als Landrat Dr. Kleiner in Gegenwart der vereinigten Kriegervereine Lichtenberg-Markendorf-Rosengarten und der Ehrengäste aus Falkenhagen, Letschin, Markendorf, Seelow, Sieversdorf, Tzschetzschnow und Wollup den Turm weihte, schlugen hoch oben die Flammen aus der Feuerschale.
Am Ende des Zweiten Weltkrieges wurde der Turm 1945 durch Artilleriebeschuss stark beschädigt. In der Folge diente er zeitweilig als Kadaverhaus. 2001 war der Turm stark ruinös. Dach und die von der Straße abgewandte Seite des Turms fehlten. Mit der Unterschriftenaktion „Bürgerbeteiligung: Abriß des Bismarckturmes in Lichtenberg – NEIN !!!“, an der sich 98 % der 450 Dorfbewohner beteiligten, konnte der Bismarckturm vor dem Abriss bewahrt werden. Der Turm steht nicht unter Denkmalschutz. Die Stadt Frankfurt (Oder) unterstützte schließlich die Bürger und kaufte das Grundstück. Für die Sanierung sammelten die Einwohner des Dorfes zwischen 2001 und 2006 7.000 Euro Spenden. Weitere 3.000 Euro stellte die Stadt Frankfurt zur Verfügung und 1.000 Euro gab der Bremer Hobbyhistoriker und bekennende Bismarckverehrer mit österreichischem Pass Wieland Körner dazu. Lichtenberger sammelten Feldsteine, die verbaut werden sollen. Geplant war eine Aufmauerung der Wände. Die Wiederherstellung des Daches überstieg die finanziellen Möglichkeiten des Ortsteils. Im Oktober 2006 begannen die Sanierungsarbeiten am Turm. Aufgrund von Geldmangel mussten die Baumaßnahmen vor Abschluss der Sanierung Ende Oktober 2006 eingestellt werden.